# Puerta de Warren

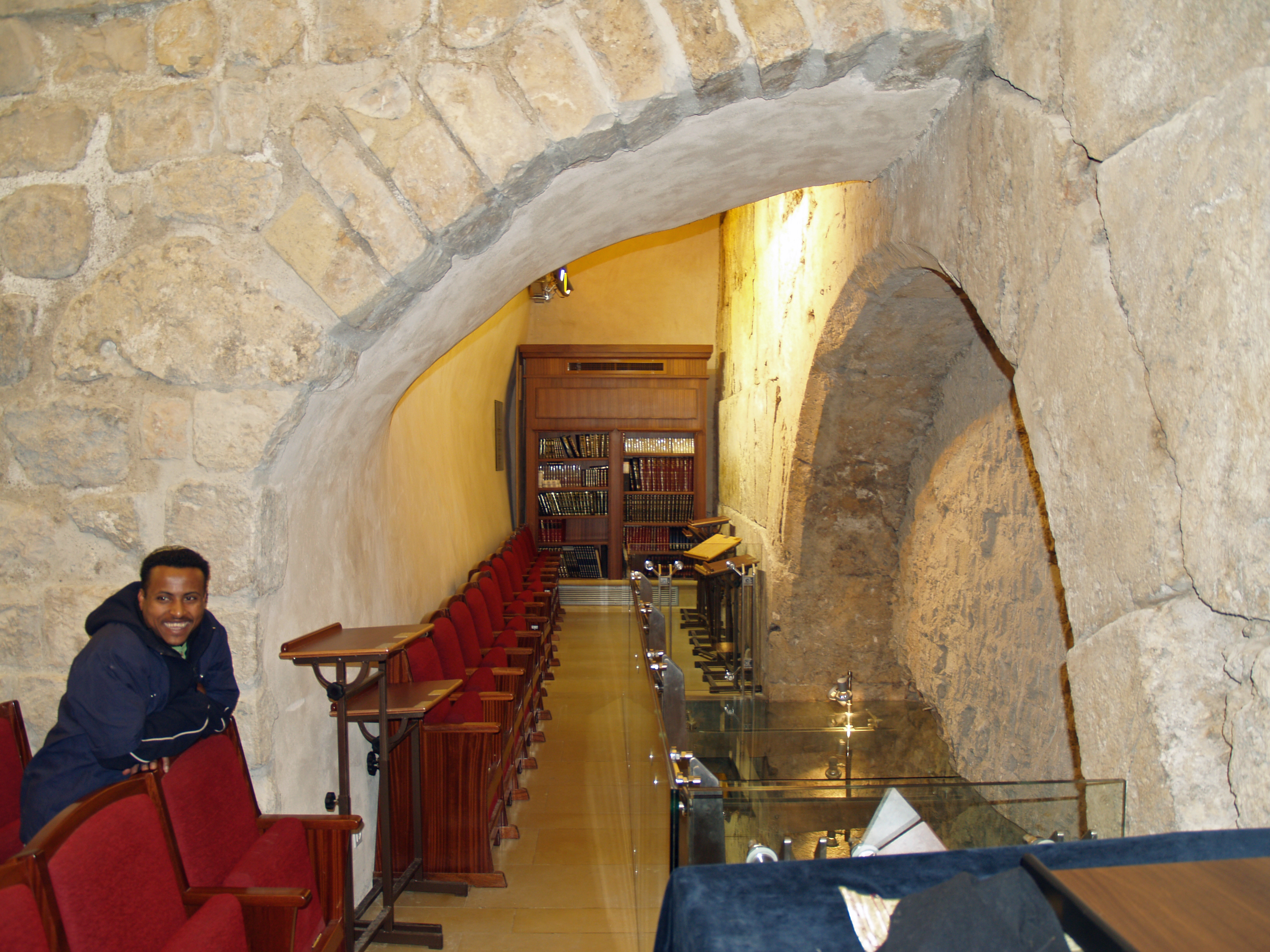
Sinagoga Rav Getz. El arco de la derecha pertenece a la Puerta de Warren.

La Puerta de Warren era una entrada antigua a la plataforma del Templo de Jerusalén. En el período del Segundo Templo, la puerta conducía a un túnel en el que había una escalera para subir a la plataforma. Fue descrita por primera vez por el arqueólogo británico Charles Warren en el siglo XIX, de ahí su nombre actual. Hoy en día se encuentra dentro de los Túneles del Muro de los Lamentos.   
Después de la conquista de Jerusalén por parte del Califato Rashidun de manos de los bizantinos, a los judíos se les permitió orar dentro del túnel. El historiador Dan Bahat, sugiere que allí estaba la "Sinagoga de la Cueva" mencionada en la Geniza del Cairo. La sinagoga fue destruida en la Primera Cruzada en el Sitio de Jerusalén de 1099. El túnel luego se convirtió en una cisterna de agua.
Yehuda Getz, rabino oficial del Muro de los Lamentos, creía que la puerta era el punto del muro más cercano al Lugar Santísimo. Una trifulca subterránea estalló en julio de 1981, entre exploradores judíos que entraron por la puerta de Warren y guardias árabes que bajaron a recibirlos desde las entradas a la cisterna en la superficie de la Explanda de las Mezquitas.